# Propellerheads
Propellerheads – brytyjska grupa muzyczna tworząca big beat, założona przez dwóch producentów muzyki elektronicznej, Willa White'a i Alexa Gifforda. 
Nazwa Propellerheads jest slangowym określeniem komputerowego nerda. Gdy White i Gifford usłyszeli to słowo podczas rozmowy z przyjacielem, stwierdzili że jest to idealna nazwa dla nowego zespołu.

## Dyskografia

### Albumy
- Dive EP (1996)
- Propellerheads EP (1997)
- Decksandrumsandrockandroll (1998)
- Extended Play EP (1998)
- Star profile (2000)

### Single
- Take California (1997)
- Spybreak! (1997)
- History Repeating (1997) - gościnnie Shirley Bassey
- On Her Majesty's Secret Service (1997) - razem z David Arnold
- Bang On! (1998)
- Crash! (1998)
- Velvet Pants (1998)
- Take California And Party (1999)